# Leptobatopsis luteocorpa
Leptobatopsis luteocorpa là một loài tò vò trong họ Ichneumonidae.